# Kisasszonyfalva
Kisasszonyfalva Vasasszonyfa község része Vas vármegyében, a Szombathelyi járásban, 1937 előtt önálló község volt.

## Fekvése
Szombathelytől 10 km-re északra fekszik a Surányi-patak mellett. A mai Vasasszonyfa községnek északkeleti részét képezi.

## Nevének eredete
Nevét onnan kapta, hogy a középkorban a királyné birtoka volt.

## Története
Asszonyfalvát 1284-ben Ozun, 1286-ban Oschun, 1342-ben Ozzun, 1359-ben Azunfalwa, 1392-ben Azonfolwa, 1428-ban Azzonfalwa alakban írva említették. Kisasszonyfalva önállóan 1570-ben jelent meg először az írott forrásokban.
1698-ban Kisasszonyfalva 144 lakossal rendelkezett. 1787-ben 167 lakosa volt.
Vályi András szerint "Kis Aszszonyfa. Magyar falu Vas Vármegyében, birtokosai Rosti, és más Uraságok, lakosai katolikusok, fekszik az előbbenitöl nem meszsze. Határbéli síkon fekvő földgyei termékenyek, réttyei jók, fája elég, eladásra is jó módgya, első Osztálybéli."
Fényes Elek szerint "Kis-Asszonyfa, magyar falu, Vas vgyében, 206 kath. lak. F. u. Szegedy Károly. Kőszeghez 1/2 óra.
" 
Vas vármegye monográfiájában "Kis-Asszonyfa, magyar község 36 házzal és 293 r. kath. és ág. ev. lakossal. Postája Szombathely, távírója Acsád. Földesura azelőtt a Rumy -család volt, e század elejétől pedig a Szegedyek ."
1910-ben Kisasszonyfalvának 330 lakosa volt.

## Külső hivatkozások
- Vasasszonyfa honlapja